# 尤寧 (新澤西州)
尤寧（英語：Union）是位於美國新澤西州尤寧縣的普查規定居民點。

## 人口
根據2020年美國人口普查的數據，尤寧的面積為0.66平方千米，皆為陸地。當地共有人口2229人，而人口密度為每平方千米3,377.27人。